# Svatý Marek (Florencie)
Svatý Marek (San Marco) je komplex budov ve Florencii v Itálii, zahrnující kostel a bývalý dominikánský klášter. Budovy kláštera nyní slouží jako Národní muzeum Svatého Marka (Museo Nazionale di San Marco), v němž je mimo jiné umístěna slavná sbírka rukopisů v knihovně postavené Michelozzem. V 15. století zde působili dva slavní dominikáni, malíř Fra Angelico a kazatel Girolamo Savonarola.

## Vznik
Klášter na tomto místě existuje od 12. století a původně patřil benediktinům. Vystřídaly se zde dvě větve benediktinského řádu, nejdříve vallombrosenská (O.S.B. Vall.), a poté silvestrinská (O.S.B. Silv.). Přinejmenším za silvestrinů byl kostel používán i jako farní.
Z tohoto počátečního období byly nedávno objeveny stopy fresek pod úrovní podlahy. V roce 1418 byli sylvestrini obviněni z laxního dodržování řehole a byl na ně vyvíjen tlak, aby objekt opustili, ale podařilo se je vypudit až Cosimovi Starému s přímou podporou papeže Evžena IV. a basilejského koncilu. Benediktini tak objekt Sv. Marka opustili roku 1437. Do kláštera pak přišli reformovaní dominikáni z Konventu sv. Dominika ve Fiesole, zatímco sylvestrini se přestěhovali do menšího florentského kláštera San Giorgio alla Costa. Budovy Svatého Marka tehdy byly ve špatném stavu, takže dominikáni museli dva roky žít ve vlhkých celách nebo dřevěných chatách. O peníze na renovaci žádali Cosima Starého, který žil nedaleko v rodinném paláci, nyní známém jako Palazzo Medici-Riccardi.
V 1437 Cosimo pověřil Michelozza, oblíbeného rodinného architekta, aby klášter přestavěl v renesančním duchu. Roku 1438 se už stavělo a nový klášter byl zasvěcen roku 1443 v předvečer svátku Zjevení Páně za přítomnosti papeže Evžena IV. Svatý Marek se stal jednou z hlavních budov nové čtvrti na sever od centra Florencie (tzv. Medicejské čtvrti), kam patří i rodinný palác Medicejů a bazilika San Lorenzo.
Podle Vasariho Životů nejvýznačnějších malířů, sochařů a architektů Cosimo investoval do nového kláštera pozoruhodnou částku ve výši zhruba 40 000 florinů. Michelozzo pracoval na Sv. Markovi v letech 1439 až 1444.

## Popis komplexu

### Kostel
Klášterní kostel, Bazilika svatého Marka (Basilica di San Marco), je jednolodní s bočními kaplemi a byl navržen koncem 16. století Giambolognou. Malířská výzdoba pochází ze 16.–17. století. Koncem 17. století byla vybudována také tribuna a vyřezávaný strop. Další přestavbu provedl v roce 1678 Pier Francesco Silvani. Fasáda v klasicistním stylu byla vytvořena v letech 1777–1778.
Nejstarší umělecké dílo je kříž ze 14. století na jižní stěně. Krucifix na hlavním oltáři (1425–1428), je od Fra Angelica. Nad prvním oltářem vpravo je Modlící se sv. Tomáš z roku 1593, jehož autorem je Santi di Tito, zatímco nad druhým oltářem je Madona se svatými od Fra Bartolomea.
Giambologna v květnu 1589 dokončil Kapli sv. Antonína (Cappella di Sant'Antonino, také známou jako Kaple Salviatiů). Rodina Salviatiů byla spojena manželstvím s Mediceji (papež Lev XI. byl synem Francescy Salviatiové, dcery Giacoma Salviatiho a Lucrezie de' Medici). Interiér je vyzdoben freskou Přenesení a pohřeb svatého Antonína Perozziho od Domenica Passignana. Kopuli kaple navrhl Bernardino Poccetti, rovněž autor fresek v Eucharistické kapli. Ta obsahuje také obrazy, jejichž autory jsou Santi di Tito, Crespi, Francesco Morandini, Jacopo da Empoli a Francesco Curradi.

### Klášter

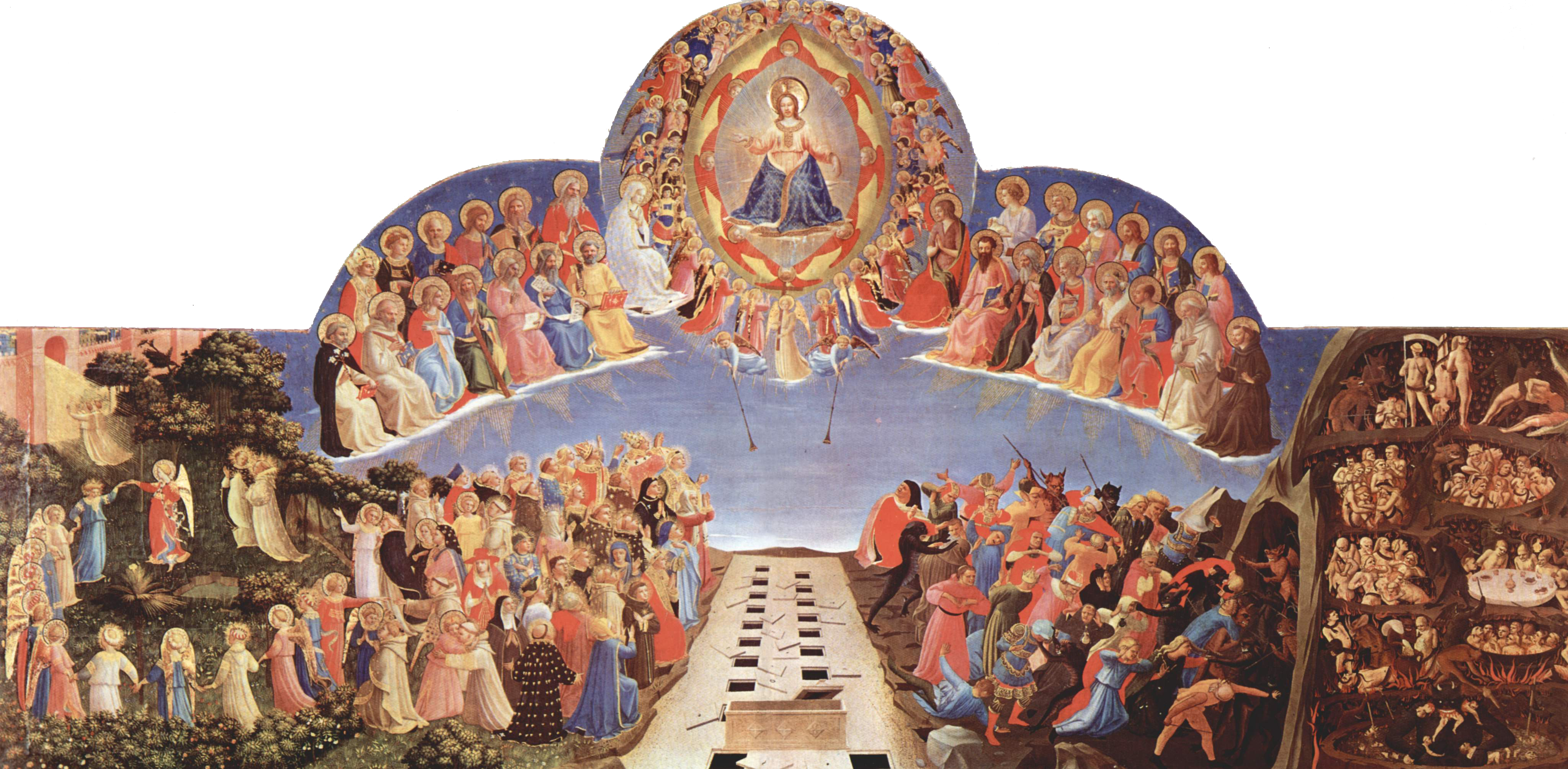
Fra Angelico, Poslední soud

Renesanční architektura kláštera usiluje o jednoduchost a praktičnost, ale je velmi elegantní. Jsou zde dvě dormitoria, tj. budovy pro mnichy, pojmenované po sv. Antonínovi a sv. Dominikovi, kapitulní síň, dva refektáře a hostinské pokoje v přízemí. V horním patře se nacházely cely bratří, malé obezděné příbytky přikryté střechou. Většina budov byla zřejmě zhruba dokončena kolem roků 1440–1441, jižní dormitorium s výhledem na náměstí Piazza San Marco bylo dokončeno v roce 1442. Stavební práce na klášteře pak pokračovaly až do roku 1452.
Cosimo Medicejský měl v klášteře také svou celu, kam se mohl uchýlit, když potřeboval klid. Cely včetně Cosimovy i mnoho dalších zdí vyzdobil Fra Angelico ve spolupráci s dalšími umělci, jako byl Benozzo Gozzoli.
Důležitým prvkem kláštera je knihovna v prvním patře, prostorný sál se dvěma řadami sloupů, které vymezuje trojlodí zakryté valenou klenbou. Velký počet oken zaplňuje místnost přirozeným světlem pro studium a opisování rukopisů. Za Lorenza Nádherného se knihovna stala jedním z nejoblíbenějších míst setkávání florentských humanistů, jako byli Agnolo Poliziano a Giovanni Pico della Mirandola. Ti zde mohli pohodlně studovat knihy shromážděné Mediceji, do jejichž sbírky patřila řada vzácných řeckých a latinských textů. Oba humanisté jsou mezi významnými osobnostmi pohřbenými ve Sv. Markovi.

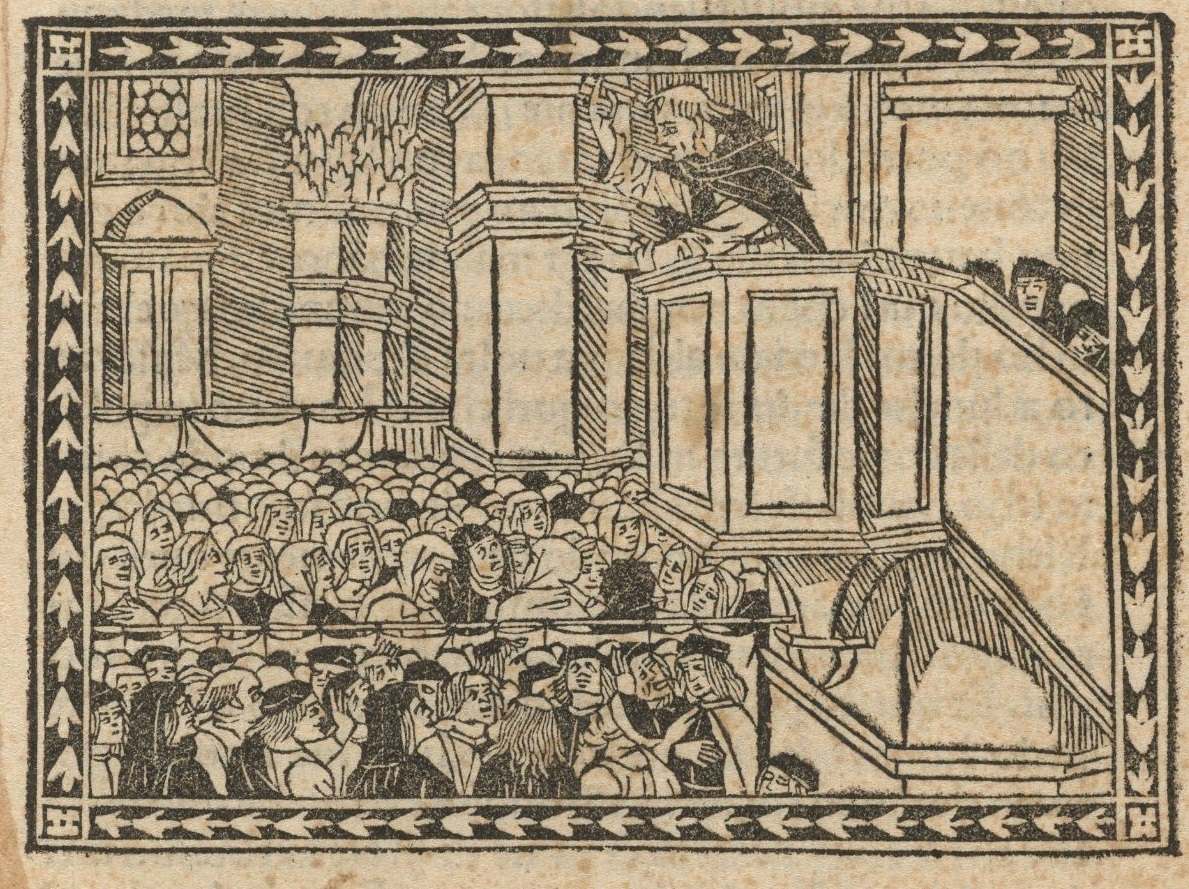
Ilustrace ze Savonarolova díla Compendio di revelatione, 1496

Kromě Fra Angelica, Antonína Florentského a Fra Bartolomea byl San Marco od roku 1489 domovem i Girolama Savonaroly. Poté, co se stal představeným kláštera, rozpoutal divokou kampaň proti špatné morálce Florenťanů a jejich honbě za luxusem. Nakonec se dostal do konfliktu se dvorem papeže Alexandra VI. a skončil na hranici v roce 1498.
Dominikáni byli od Sv. Marka vyhnáni během napoleonských válek v roce 1808 a znovu v roce 1866, kdy se objekt stal majetkem státu.
Až do nedávné doby Sv. Marek hostil společenství dominikánských bratří, kteří obývali západní část komplexu. V roce 2014 bylo několik zbývajících mnichů převedeno do konventu Santa Maria Novella ve Florencii.
Klášter nyní slouží jako muzeum. Vstupuje se do něj tzv. Klášterem sv. Antonína, který byl v 16.–17. století vyzdoben freskami Bernardina Poccettiho.